# Yaroslávychi (Dubno)
Yaroslávychi (ucraniano: Яросла́вичі; polaco: Jarosławicze) es un municipio rural y pueblo de Ucrania, perteneciente al raión de Dubno en la óblast de Rivne.
En 2018, el municipio tenía una población de 2765 habitantes, de los cuales unos mil vivían en la capital municipal homónima y el resto repartidos en nueve pedanías. El municipio se fundó en 2017 mediante la fusión de los hasta entonces consejos rurales de Yaroslávychi y Novoukrayinka. Además de estos dos pueblos, pertenecen al municipio otros ocho: Borémets, Velyka Horódnytsia, Zóriane, Nádchytsi, Pidlistsi, Svyshchiv, Chekno y Yálovychi.
El pueblo tiene su origen en un castillo fundado en el siglo XII por Yaroslav II de Kiev. Se conoce la existencia del pueblo junto a la fortificación en documentos desde 1671. En 1866, el Imperio ruso estableció aquí la sede de una vólost, por hallarse el pueblo en la ruta postal entre Lutsk y Dubno. Antes de la fundación del actual municipio en 2017, el pueblo era sede de un consejo rural en el raión de Mlýniv, que únicamente incluía como pedanías a Borémets, Velyka Horódnytsia, Pidlistsi, Chekno y Yálovychi.
El pueblo se ubica junto al límite con la óblast de Volinia, unos 10 km al sureste de Lutsk.